# Александър Икономов (Щип)
Александър Коцев Икономов е български революционер, деец на Вътрешната македоно-одринска революционна организация.

## Биография
Александър Икономов е роден в Щип в 1876 година. Завършва IV клас на Солунската българска мъжка гимназия. Работи като учител. В 1897 година преподава в българското училище в Митрошинци. Арестуван е по така наречената Винишка афера и е осъден на заточение.
По-късно завършва икономика в Париж.